# ExactFlow
«ExactFlow» — первая российская защищенная система электронного документооборота, разработанная компаниями «Pacifica» и «CS-B» для автоматизации автострахования.

## История разработки
Разработка системы началась в 2005 году. Инициаторами создания системы выступили Российский союз автостраховщиков и Московская ассоциация предприятий технического обслуживания и ремонта автомототранспортных средств, а разработчиком — компания «Pacifica», при финансовой поддержке «Метробанка». В пилотную зону системы вошли полтора десятка станций технического обслуживания автомобилей, три страховые компании — «Ингосстрах», «Росгосстрах» и «Югория», а также банк «Метробанк». Одновременно и заказчиком, и первым клиентом продукта стала компания «Эврикар». Партнерами проекта выступили компании как «1С» и «Deutsche Automobil Treuhand GmbH».
При разработке системы учитывались особенности взаимодействия участников процесса натурального урегулирования убытков, таких, как: страховые компании, пункты удаленного урегулирования убытков, брокеры и агенты по продаже страховых полисов, станции технического обслуживания автомобилей, независимые эксперты, call-center, поставщики запчастей, банки и управляющие компании.
В ноябре 2007 года была создана компания «CS-B», которой были переданы права на систему «ExactFlow».
В 2009 году на базе биометрического сканера отпечатков пальцев компании BioLink Solutions был разработан комплекс «ExactFlow — FingerPay», предназначенный для построения автоматизированной безналичной системы оплаты услуг в столовых. В том же году вышла новая версия системы «ExactFlow — Оценка соответствия» для оценки соответствия состояния информационной безопасности кредитных организаций требованиям стандарта Банка России СТО БР ИББС.
В 2010 году «ExactFlow — Bank 2.0» получила приз в конкурсе IT Awards Kazakhstan, организованного Центром компетенций Orient Lab и Казахстанской ассоциацией IT-компаний, в номинации «Лучшая отечественная разработка в области интернет-банкинга».

## Описание
Система «ExactFlow — Урегулирование» предназначена для организации передачи документов между страховыми компаниями, станциями техобслуживания, поставщиками запасных частей, банками и страховыми агентами. Система позволяет снизить сроки ремонта по страховке и уменьшить количество разногласий между станциями техобслуживания и страховыми компаниями, а также  формировать заказы на нужные детали. В «ExactFlow» интегрирована справочная система компании DAT, позволяющая по VIN-коду автомобиля подбирать необходимые запасные части.
Технологическую основу ExactFlow составляет база данных Oracle, сервер приложений Tomcat и Web-сервер Apache. Доступ всех участников проекта организуется по протоколу SSL из любого браузера. ExactFlow интегрируется с бухгалтерскими системами «1С:Предприятие» и «1С Альфа авто», которые традиционно используются станциями техобслуживания для ведения бухгалтерии, а также с программой Silver DAT II, предназначенной для проведения осмотра и ремонта автомобилей. Интеграция с информационными системами банков и страховых компаний выполняется на уровне Web-сервисов.
На всех документах, передаваемых в рамках системы, проставляется электронная подпись. Для хранения сертификатов подписи и авторизации участников системы, а также ролевого распределения доступа используются USB-ключи eToken. Для формирования подписей и SSL-шифрования используется программное обеспечение компании «КриптоПро», для защита от вредоносного кода — программно-аппаратный комплекс eSafe, работающий на уровне шлюза в систему. Все действия участников системы протоколируется для разбора возможных конфликтных ситуаций, доступ к журналу предоставляется только для специально выделенной роли «Администратор информационной безопасности».  Для управления сертификатами и ключами используется система eToken TMS.
В системе реализовано автоматизированное ведение реестра выданных аппаратных средств аутентификации и хранения ключевой информации, а также процесса выдачи ключей электронной подписи, сертификатов и ключей для SSL, организовано обслуживание аппаратных ключей eToken, включающее разблокирование PIN-кодов, автоматизированную обработку сценариев типа «Утеря ключевого носителя», «Выход из строя ключевого носителя», «Прекращение работы пользователя в системе», а также аудит использования носителей.
Защита персональных данных владельцев автомобилей осуществляется путём использования шифрования SSL с использованием алгоритма ГОСТ, шифрованием дисков с помощью продукта Secret Disk, а также выборочным шифрованием полей базы данных с помощью специальной технологии eToken Secret Field, разработанной компанией Aladdin Knowledge Systems. Шифрование базы данных реализовано на уровне хранимых процедур и производится с использованием открытого ключа шифрования клиента, а расшифровка — при помощи секретного ключа, хранящегося в USB-токене.